# Mohammad Hadi Saravi
Mohammad Hadi Saravi (em persa: محمدهادی ساروی; Amol, 6 de janeiro de 1999) é um lutador de estilo greco-romana iraniano, medalhista olímpico.

## Carreira
Em 2019, ele ganhou a medalha de ouro no evento de 87 kg no Campeonato Asiático de Luta Livre Sub-23 realizado em Ulaanbaatar, Mongólia. No mesmo ano, ele também competiu no evento masculino de 97  kg no Campeonato Mundial de Luta Livre de 2019 realizado em Nur-Sultan, Cazaquistão. No Campeonato Mundial de Luta Livre Sub-23 de 2019 realizado em Budapeste, Hungria, ele ganhou uma das medalhas de bronze no evento masculino de 97 kg. Saravi derrotou seu competidor húngaro na final da Luta Mundial Greco-Romana de Oslo 2021 para ganhar a primeira medalha de ouro da equipe.
Ele ganhou a medalha de bronze no evento de 97 kg na Copa do Mundo de Luta Individual de 2020, realizada em Belgrado, Sérvia. Em 2021, ele ganhou a medalha de ouro em seu evento no Aberto da Polônia, realizado em Varsóvia, Polônia.
Ele derrotou Arvi Savolainen da Finlândia em sua luta pela medalha de bronze no evento de 97  kg nas Olimpíadas de Verão de 2020, realizadas em Tóquio, Japão.
Ele ganhou uma das medalhas de bronze no evento de 97  kg no Campeonato Mundial de Luta Livre de 2022, realizado em Belgrado, Sérvia. Ele ganhou a medalha de ouro no evento de 97  kg nos Jogos Asiáticos de 2022, realizados em Hangzhou, China. Ele derrotou Li Yiming da China em sua luta pela medalha de ouro.
Saravi entrou em sua segunda competição olímpica nas Olimpíadas de Verão de 2024 em Paris , França. Ele venceu partidas consecutivas contra Joe Rau (americano), Uzur Dzhuzupbekov (Quirguistão), Mohamed Gabr (egípcio), e chegou à final da competição. Ele derrotou Artur Aleksanyan por 4 a 1 na partida final dos 97 kg e conquistou a medalha de ouro. Esta foi a primeira medalha de ouro da equipe iraniana nas Olimpíadas de 2024.